# Slemmern
Slemmern is een baai in de autonome Finse provincie Åland, aan de oostzijde van de hoofdstad Mariehamn. Aan de noordzijde wordt de baai begrensd door de gemeente Jomala, aan de oostzijde door Lemland en aan de zuidzijde gaat de baai over in de kronkelige Järsöfjord, die in open verbinding staat met de Oostzee. Via achtereenvolgens de Kalmarbaai (Kalmarviken), het Lemströmkanaal en de Önningebyfjord is het water verbonden met Lumparn.
Slemmern heeft voor Mariehamn met name een belangrijke recreatieve functie, omdat de oostelijke haven (een jachthaven) aan dit water ligt, evenals Sjökvarteret, campings, een zwembad en een park.
Aan de westzijde van Mariehamn ligt een ongeveer even lange, maar wel smallere en diepere baai: Svibyviken. Daar leggen de grotere schepen aan.